# Petites Antilles
Pour les articles homonymes, voir Antilles (homonymie).
Les Petites Antilles, ou Petites Caraïbes, sont un archipel, situé dans l'Est  de la mer des Caraïbes et composé des îles de la partie orientale de l'arc antillais depuis la fosse d'Anegada et l'île de Sombrero au nord jusqu'au sous-continent sud-américain.
On définit généralement les Petites Antilles par opposition aux Grandes Antilles. Elles constituent une longue chaîne d'îles située dans la mer des Caraïbes. Seules les îles les plus extérieures, soit Anguilla, Barbuda, La Désirade, Barbade et Tobago sont proches de la limite commune à l'océan Atlantique et à la mer des Caraïbes, étant entendu que toutes les eaux de proximité baignant ces îles sont comprises dans la mer des Caraïbes. L'île de la Trinité est la seule île des Petites Antilles à avoir une côte donnant directement dans l'océan Atlantique (littoral est).
D'un point de vue géographique, les Petites Antilles sont divisées en îles du Vent et en îles Sous-le-Vent.
D'un point de vue politique, elles comprennent huit États indépendants — Antigua-et-Barbuda, Barbade, Dominique, Grenade, Saint-Christophe-et-Niévès, Sainte-Lucie, Saint-Vincent-et-les-Grenadines, Trinité-et-Tobago — ainsi que des dépendances d'autres États — les îles Vierges des États-Unis (Sainte-Croix),    Montserrat, Anguilla, les États autonomes des Pays-Bas, (Curaçao, Aruba et Saint-Martin), les communes d'outre-mer de ce même pays, (Bonaire, Saint-Eustache et Saba), la collectivité territoriale française de la Martinique, le département français d'outre-mer de la Guadeloupe, les collectivités d'outre-mer de Saint-Martin et de Saint-Barthélemy, et les Antilles vénézuéliennes (État de Nueva Esparta et Dépendances fédérales).

## Histoire
Les Espagnols ont été les premiers Européens à arriver sur les îles avec l'arrivée de Christophe Colomb. En 1493, lors de son deuxième voyage, Christophe Colomb atteint la côte de la mer des Caraïbes, où il navigue pour découvrir plusieurs îles de l'archipel des Petites Antilles. La première île qu'il a découverte lors de ce voyage a été nommée la Deseada. Les Espagnols revendiquent l'île de la Dominique et prennent solennellement possession de la terre de l'île qu'ils appellent Marigalante. Ils ont ensuite jeté l'ancre à côté de l'île qu'ils ont appelée Guadeloupe. Ils se sont ensuite rendus à Montserrat, Antigua et Saint-Christophe. Plus tard, ils ont traversé l'archipel des Onze Mille Vierges.
Au cours des siècles suivants, les Espagnols, les Français, les Néerlandais, les Danois et les Anglais se sont battus pour plusieurs de ces îles.
Pierre Belain d'Esnambuc était un marchand et aventurier français dans les Caraïbes, qui a établi la première colonie française permanente, Saint-Pierre, sur l'île de la Martinique en 1635. Belain s'est embarqué pour les Caraïbes en 1625, espérant établir une colonie française sur l'île de Saint-Christophe. En 1626, les Français de Pierre Belain d'Esnambuc commencent à s'intéresser à la Guadeloupe, chassant les colons espagnols.
Christophe Colomb a dressé la carte de la Martinique en 1493, mais l'Espagne ne s'intéressait guère à ce territoire. Christophe Colomb a débarqué le 15 juin 1502, après 21 jours de traversée avec les vents alizés, son voyage océanique le plus rapide. Le 15 septembre 1635, Pierre Belain d'Esnambuc, le gouverneur français de l'île de San Cristobal, débarque dans le port de San Pedro avec 80 à 150 colons français après avoir été expulsé de San Cristobal par les Anglais. D'Esnambuc a revendiqué la Martinique pour le roi de France Louis XIII et la Compagnie des Îles de l'Amérique.
L'île de Margarita, dans l'actuel Venezuela, a été découverte le 15 août 1498 lors du troisième voyage de Christophe Colomb. Au cours de ce voyage, l'amiral découvrira également le continent, le Venezuela. Ce jour d'août, Christophe Colomb a aperçu trois îles, dont deux petites, basses et arides (aujourd'hui Coche et Cubagua), 
La province de Trinidad a été créée au XVIe siècle par les Espagnols, sa capitale étant San José de Oruña (es). Mais pendant les guerres napoléoniennes, en février 1797, une force britannique a commencé à occuper le territoire. Et en 1802, l'Espagne a reconnu la souveraineté britannique.
En 1917, les États-Unis ont acheté les îles Vierges danoises. La plupart des colonies britanniques sont devenues des États indépendants, et les îles des Petites Antilles appartenant au Venezuela ont été divisées en deux entités différentes, l'État de Nueva Esparta et les Dépendances fédérales (1938). En 1986, Aruba est devenue un pays autonome des Pays-Bas et en 2010, le reste des Antilles néerlandaises a été dissous pour former des entités plus petites.
Le 18 juillet 1995, le volcan des collines de la Soufrière, auparavant en sommeil, dans la partie sud de l'île de Montserrat, est devenu actif. Les éruptions ont détruit Plymouth, la capitale de l'époque géorgienne de Montserrat. Entre 1995 et 2000, les deux tiers de la population de l'île ont été contraints de fuir, principalement vers le Royaume-Uni, laissant moins de 1200 personnes sur l'île en 1997 (chiffre qui passera à près de 5000 en 2016.
Les deux départements français d'outre-mer officiels sont la Guadeloupe et la Martinique. Saint-Martin et Saint-Barthélemy, qui faisaient autrefois partie du département de la Guadeloupe, ont un statut distinct de collectivités d'outre-mer depuis 2007.

## Définition géographique et différences linguistiques
Les sous-divisions de l'archipel des Antilles varient selon la discipline par laquelle on les aborde (géologie, biogéographie, histoire), néanmoins un consensus existe sur la limite nord des Petites Antilles au niveau de la fosse d'Anegada. Cette fosse constitue un passage de près de 50 km de largeur à l'ouest duquel se trouvent les îles Vierges et les Grandes Antilles. À ce titre la première et plus septentrionale île des Petites Antilles est Sombrero, un îlet dépendant d'Anguilla.
Les Petites Antilles sont à leur tour définies en deux sous-ensembles : les îles du Vent et les îles Sous-le-Vent. Néanmoins, il existe une différence linguistique notable entre la langue anglaise et les autres langues occidentales (française, néerlandaise, espagnole, etc.) quant à la dénomination et au regroupement des Petites Antilles.
| Langues                       | Îles du Vent | Îles Sous-le-Vent |
| ----------------------------- | ------------ | ----------------- |
| Anglais                       |              |                   |
| Français Néerlandais Espagnol |              |                   |

## Liste des îles des Petites Antilles
| \| \| Îles Vierges des États-Unis Îles Vierges britanniques Sombrero Dog Island Anguilla Île Tintamarre Île Scrub Saint‑Martin Saint‑Barthélemy Saba Saint‑Eustache Saint‑Christophe Niévès Barbuda Antigua Redonda Montserrat Guadeloupe La Désirade Marie‑Galante Îles des Saintes Dominique Isla de Aves Martinique Sainte-Lucie Barbade Saint‑Vincent Bequia Moustique Canouan Union Carriacou Île Ronde Grenade Trinité Tobago Margarita Cubagua Coche La Blanquilla Los Hermanos Los Frailes Los Testigos Île de la Tortue La Orchila Los Roques Las Aves Bonaire Klein Bonaire Curaçao Klein Curaçao Aruba Porto Rico Venezuela |
| Localisation des Petites Antilles en Amérique du Sud |

| Localisation des Petites Antilles en Amérique du Sud |

### Îles Vierges des États-Unis
- Sainte-Croix
- Buck Island

### Îles du Vent
(du nord au sud)
- Sombrero (GB)
- Little Scrub Island  (GB)
- Scrub Island (GB)
- Dog Island (GB)
- Anguilla (GB)
- Île  Tintamarre, Saint-Martin (FR)
- Saint-Martin (FR) / (NL)
- Saint Barthélemy (FR)
- Île Fourchue (FR)
- Île Chevreau (FR)
- Saba (NL)
- Saint-Eustache (NL)
- Saint-Christophe
- Niévès
- Barbuda
- Antigua
- Redonda
- Montserrat (GB)
- Basse-Terre et Grande-Terre, Archipel de la Guadeloupe (FR)
- La Désirade et Petite-Terre, Archipel de la Guadeloupe (FR)
- Marie-Galante, Archipel de la Guadeloupe (FR)
- Îles des Saintes, Archipel de la Guadeloupe (FR)
- Isla de Aves (VZ)
- Dominique
- Martinique (FR)
- Sainte-Lucie
- Barbade
- Saint-Vincent
- Bequia
- Moustique
- Canouan
- Mayreau
- Union
- Petit-Saint-Vincent
- Petite Martinique
- Carriacou
- Ronde
- Grenade
- Tobago
- Trinidad

### Îles Sous-le-Vent
(d'est en ouest)
- Antilles vénézuéliennes
-  Los Testigos (VZ)
-  Los Frailes (VZ)
-  Margarita (VZ)
-  Cubagua (VZ)
-  Coche (VZ)
-  La Blanquilla (VZ)
-  Tortuga (VZ)
-  La Orchila (VZ)
-  Los Roques (VZ)
-  Las Aves (VZ)
-  Los Hermanos (VZ)

- Antilles sous souveraineté du royaume des Pays-Bas
  -  Bonaire (NL)
  -  Klein Bonaire (NL)
  -  Curaçao (NL)
  -  Klein Curaçao (NL)
  -  Aruba (NL)

## Géographie
- Le sommet le plus élevé est la Soufrière (1 467 m) qui se trouve sur l'île de la Basse-Terre, en Guadeloupe.
- La fosse océanique la plus profonde de l'Atlantique (-8376 m)  est la fosse de Porto Rico,  située en bordure nord des îles Vierges américaines.
- Répartie sur 14 307 km2, la population totale des Petites Antilles serait proche des 3,97 millions d'habitants (2006) dont 1,36 million à Trinité-et-Tobago.

### Géologie
- Selon la tectonique des plaques, celle de l'Atlantique sud s'enfonçant, à raison de 2 à 4 centimètres par an, par subduction sous la plaque caraïbe produit le long de cette bordure une suite d'îles volcaniques formant un arc interne et un arc externe d'accrétion. Les matières minérales qui ont émergé de l'océan ont construit les îles des Petites Antilles. Il existe bien deux arcs antillais. Le plus ancien, à l'est, est issu d'un premier épisode volcanique, voici 55 millions d'années. Les îles qui sont nées ont été ensuite érodées puis recouvertes d'épaisses couches calcaires d'origine corallienne ; c'est le cas de Saint-Martin, d'Antigua, de la Grande-Terre ou encore de la Barbade. Le second arc, plus à l'ouest, date de moins de 5 millions d'années et témoigne d'un volcanisme toujours actif, comme sur Montserrat, la Basse-Terre, la Dominique ou Sainte-Lucie. Ces deux arcs se séparent au niveau de l'île de la Martinique.
- Minerais : bien que recelant une grande variété de minerais (cuivre, soufre, fer, manganèse, etc.) les quantités extractibles seraient trop limitées pour en valoriser une exploitation.
- Du volcanisme actif est observable sur 11 îles (20 volcans dont 9 à la Dominique)[17], sous forme d'eaux chaudes ou de dégagement de gaz sulfureux tel sur Saba, Saint-Eustache, Basse-Terre, Dominique, Niévès, Martinique, etc. De temps à autre, un des volcans entre en éruption. Le type de volcans des Antilles est dit péléen c’est-à-dire explosif qui peut produire des nuées ardentes capables de tout dévaster sur son passage. Tel fut le cas en 1902, la montagne Pelée détruisit la ville de Saint-Pierre en Martinique.

En 1995 le volcan de l'île Montserrat s'est fortement réveillé détruisant totalement la ville principale et son aéroport. La moitié de la population a dû être évacuée et à ce jour l'éruption n'est pas terminée.
Au nord de la Grenade, le volcan sous-marin Kick-'em-Jenny grandit peu à peu. Depuis sa dernière éruption, en 2001, son sommet ne se trouve plus qu'à 130 mètres de la surface de l'océan.

### Ethnologie
- Leur population est d'origine noire africaine plus ou moins métissée d'Européens et d'Amérindiens Caraïbes, de grosses communautés originaires d'Inde et Pakistan, du Liban, de Chine.
- En général, les habitants se réclament d'une communauté culturelle inter îles dite « créole », mais chacun reste très marqué par sa culture coloniale d'origine.
- En raison de l'histoire de la colonisation, les langues qui sont parlées dans ces îles sont : l'anglais, le français, le néerlandais, l'espagnol et plusieurs créoles basés sur ces langues qui se sont développés localement (dont le papiamento basé sur le portugais, le créole guadeloupéen et le créole martiniquais basés sur le français) et plusieurs autres issus d'autres populations caribéennes déplacées ou émigrées après la décolonisation (dont l'haïtien). Les anciennes langues autochtones caribéennes ont pratiquement disparu (il ne subsiste que les langues amérindiennes d'origine continentale, importées par les migrants peu nombreux essentiellement installés dans les Îles sous le Vent, fortement créolisées d'espagnol pour les populations d'origine vénézuéliennes ou mexicaines, et d'anglais pour celles d'origine bélizienne).
- Les religions : christianisme (catholicisme, anglicanisme, méthodisme, adventisme, baptisme, évangélisme, etc.), judaïsme, islam et hindouisme.

## Climat
Le chaud climat tropical est agréablement adouci par les vents alizés assez constants tout au long de l'année. Ces vents sont uniquement interrompus par quelques tempêtes sur l'océan Atlantique.
À l'intérieur des terres, le climat est un peu plus chaud mais se rafraîchit avec l'altitude, tout comme l'humidité qui augmente aussi.
Cependant on y remarque deux types de saisons :
- la saison sèche et fraîche, (décembre à juin) dite période du carême ;
- la saison humide et chaude, (juin à décembre) dite période cyclonique ou appelé plus communément l'hivernage.

## Faune
Voir la liste des oiseaux des Antilles.

## Exportations
Depuis 1980, la banane connaît en Europe un regain de faveur qui a relancé sa production dans les Petites Antilles. Avec le sucre, le rhum et l'ananas, elle reste un des fleurons de l'économie des îles, ces produits représentant 90 % des exportations.

## Recherches scientifiques
Depuis 2008, un programme de recherche financé par l'Agence nationale de la recherche (ANR) a pour finalité de compiler un corpus de sources rares et inédites sur les Petites Antilles (1493-1660) et ce, notamment pour faciliter l'étude des populations amérindiennes de cette région. Ce programme est porté par l'ANR, le Centre d'études et de recherche en histoire culturelle (université de Reims Champagne-Ardenne), le Musée du quai Branly et l'Université de Leyde (Pays-Bas).